# 1454
سنة 1454 كانت سنة بسيطة تبدأ يوم الثلاثاء (الرابط يظهر نموذج التقويم الكامل للسنة) من التقويم اليولياني.

## أحداث
- نهاية الحروب اللومباردية في 1454 والتي بدأت في 1423.

- سقوط الدولة الرسولية وقيام الدولة الطاهرية على أنقاضها

## مواليد
- أميريغو فسبوتشي

## وفيات
- خوان الثاني ملك قشتالة